# Pusan IPark
Busan IPark Football Club je jihokorejský fotbalový klub se sídlem v Pusanu. Hraje na Busan Gudeok Stadium. Klub je jedním z původních pěti členů K League 1 a nepřetržitě ji hrál v letech 1983 až 2015. Zpočátku se klub jednoduše nazýval Daewoo podle společnosti, která jej původně vlastnila a financovala. Dnes dostávají finanční podporu od skupiny HDC.

## Historie

### Saehan Motors FC
Klub vznikl roku 1979 jako Saehan Motors FC.

### Daewoo FC
Roku 1980 se klub přejmenoval na Daewoo FC.

### Daewoo Royals
V roce 1983 klub začal hrát 1. ligu.  V roce 1984 se klub stal profesionálním, přejmenoval se na Daewoo Royals a zajistil si svůj první ligový titul.
V lednu 1986 Daewoo vyhrálo obnovený Asijský pohár mistrů, když porazil Al-Ahlí ze Saúdské Arábie 3:1 v prodloužení.

### Pusan Daewoo Royals
Na konci sezóny 1995 zahájily kluby K-League proces „lokalizace“ a klub se stal známým jako Pusan Daewoo Royals.

### Pusan i.cons
Jako klub vlastněný společností byl úspěch Royals vždy spojen se zdravím a úspěchem jeho majitele, společnosti Daewoo. Na konci 90. let začala společnost trpět velkými finančními potížemi a rozešla se s jednou úspěšnou sportovní franšízou. IPark Construction, divize domácí výstavby společnosti Hyundai, klub koupilo. Noví majitelé klub nejen přejmenovali na Pusan i.cons, ale také změnili domácí barvy klubu z modré na červenou a přesunuli jej ze stadionu Busan Gudeok na stadion Busan Asiad.

### Pusan IPark
Na začátku sezóny 2005 majitelé změnili název klubu na Pusan I'Park.
V únoru 2012 byla provedena úprava názvu klubu upuštěním apostrofu, díky němuž byl oficiální název přečten Pusan IPark.
V roce 2015, poté, co 9× v řadě skončil tým v dolní polovině tabulky, klub poprvésestoupil do 2. ligy.
V roce 2016, když byl návrat do 1. ligy nepravděpodobný, se tým přestěhoval na původní menší Busan Gudeok Stadium.
V roce 2019 tým postoupil zpět do 1. ligy.
V roce 2020 skončil tým poslední a znovu sestoupil do 2. ligy.

## Názvy klubu
| Název               | Období  |
| ------------------- | ------- |
| Saehan Motors FC    | 1979–80 |
| Daewoo FC           | 1980–83 |
| Daewoo Royals       | 1984–95 |
| Pusan Daewoo Royals | 1996–99 |
| Pusan i.cons        | 2000–02 |
| Busan I'Cons        | 2002–04 |
| Busan I'Park        | 2005–11 |
| Busan IPark         | od 2012 |

## Úspěchy
- K League 1

Vítěz (4): 1984, 1987, 1991, 1997
- Korean National Semi-Professional Football League

Vítěz (1): Jaro 1981
- FA Cup

Vítěz (1): 2004
League Cup
Vítěz (3): 1997 adidas Cup, 1997 PRO-SPECS Cup, 1998
- Asijské klubové mistrovství

Vítěz (1): 1985–86
- Afro-Asian Club Championship

Vítěz (1): 1986